# Manihot rhomboidea
Manihot rhomboidea är en törelväxtart som beskrevs av Johannes Müller Argoviensis. Manihot rhomboidea ingår i släktet Manihot och familjen törelväxter.

## Underarter
Arten delas in i följande underarter:
- M. r. microcarpa
- M. r. rhomboidea